# Aeroportul Capitán José Daniel Vazquez
Aeroportul Capitán José Daniel Vazquez (IATA: ULA, ICAO: SAWJ) este un aeroport din Provincia Santa Cruz, Argentina ce deservește zona Puerto San Julián⁠(d).
Situat la o altitudine de 57 m, aeroportul dispune de o singură pistă.